# Прилеповка (Хиславичский район)
Прилеповка — бывшая деревня в Хиславичском районе Смоленской области России.
Находилась в 3 километрах к западу от современной деревни Новая Рудня у истока ручья Проня(Бественка) — притока речки Духовой.

## История
Впервые отмечена на карте 1871 года. При чём обозначена в одном и том же месте с деревней Бедственка. Однако в позднейших источниках Бедственка уже находится в другом месте.
В 1926 году в деревне 26 дворов.
На 1978 году деревня входила во Владимировский сельсовет Хиславичского района.
В 2012 году в списке населённых пунктов не значилась. На топографической карте 2010 года обозначена как Урочище Прилеповка.